# Czernyk
Czernyk (ukr. Черник) – wieś na Ukrainie, w obwodzie zakarpackim, w rejonie mukaczewskim, w hromadzie Swalawa, nad Dusynką. W 2001 roku liczyła 564 mieszkańców.